# 2011 UR411
2011 UR411, também escrito como 2011 UR411, é um corpo menor que está localizado no disco disperso, uma região do Sistema Solar. Este objeto está em uma ressonância orbital de 1:3 com o planeta Netuno. Ele possui uma magnitude absoluta de 8,6 e tem um diâmetro estimado com cerca de 84 km.

## Descoberta
2011 UR411 foi descoberto no dia 26 de maio de 2011 pelo astrônomo M. Alexandersen.

## Órbita
A órbita de 2011 UR411 tem uma excentricidade de 0,438 e possui um semieixo maior de 62,118 UA. O seu periélio leva o mesmo a uma distância de 34,923 UA em relação ao Sol e seu afélio a 89,312 UA.